# Aanval op treinstation van Kramatorsk
De aanval op het treinstation van Kramatorsk vond plaats op vrijdagochtend 8 april 2022 (UTC+3), als onderdeel van de Russische invasie in Oekraïne. Het incident maakt deel uit van een reeks mogelijke oorlogsmisdaden door Rusland.

## Gebeurtenissen
Het treinstation werd omstreeks 10:30 plaatselijke tijd (UTC+3) getroffen door twee raketten, vermoedelijk Russische OTR-21 Tochka-raketten.   Volgens de Oekraïense regering waren er in het station op het moment van de aanval minstens 1.000 en mogelijk 4.000 mensen aanwezig, vooral vrouwen en kinderen. Zij wachtten op hun evacuatie uit het zwaar belegerde gebied. Een medewerker van World Central Kitchen die op het moment van de aanval op het station was, zei vijf tot tien explosies te hebben gehoord. Op een van de raketten die tussen het puin bij het station lag stond met wit gekalkte Russische letters "Za detei", wat "voor de kinderen" betekent.

## Slachtoffers
Kort na de aanval werd al melding gemaakt van meer dan 50 doden. Op 10 april liet Pavlo Kyrylenko, de gouverneur van Donetsk, weten dat het dodental was gestegen tot 57. Ook waren er zeker 109 gewonden.

## Reacties
De Oekraïense president Zelensky noemde Rusland "het grenzeloze kwaad" naar aanleiding van de aanslag. De aanval werd eveneens scherp veroordeeld door onder andere EC-voorzitter Ursula von der Leyen, de Britse minister van Defensie Ben Wallace en VN-secretaris-generaal Antonio Guterres. Jean-Yves Le Drian, de Franse minister van Buitenlandse Zaken, sprak van een misdaad tegen de menselijkheid.
Volgens Justin Bronk, een medewerker van het Royal United Services Institute, maakte de aanval deel uit van Ruslands tactiek om de cruciale infrastructuur van Oekraïne te vernietigen. Verder hadden de Russen volgens Bronk bewust voor een wapen gekozen dat ook werd gebruikt door het Oekraïense leger, om verwarring te stichten.

### Reacties van Russische zijde
Vanuit Russische en Russischgezinde media kwamen aanvankelijk berichten over een succesvolle Russische aanval op het station. Het Kremlin sprak dit echter even later tegen toen bekend werd dat er burgerdoden waren gevallen, en zei dat Rusland niet verantwoordelijk was voor de aanval. Het Russische ministerie van Defensie beweerde dat Oekraïense strijdkrachten de raketten hadden afgevuurd vanuit Dobropillya, een plaats op enkele tientallen kilometers afstand van Kramatorsk.